# Мацерация (виноделие)
Мацерация – это процесс, при котором сусло настаивается на мезге: кожице, семечках, мякоти ягод и гребнях. Процесс происходит следующим образом: из частиц в вино выделяются особые вещества, которые придают ему характерные вкусовые и ароматические ноты. В процессе мацерации вино приобретает свойственные ему цвет, запах и вкус. В частности, именно мацерация делает цвет вина красным.
В создании красного вина мацерация совпадает с ферментацией, поэтому напиток обретает насыщенный оттенок от красного до тёмно-бордового. В производстве розовых и белых вин преобладает кратковременное настаивание на мезге или отделение её еще до подачи сусла в винификатор.
В процессе мацерации красный виноград с гребней придавливают, чтобы дать выход соку. Затем сусло переносят в специальные ёмкости (винификаторы или чаны из нержавеющей стали), снабженные устройством для терморегуляции. Твёрдые частицы сусла собираются на его поверхности, и во время мацерации, который происходит параллельно со спиртовой ферментацией, сопровождающейся бурлением, вызываемым углекислым газом, красящие вещества и другие соединения растворяются в соке. Более полной экстракции способствует повышенная температура, создаваемая за счёт брожения.
При мацерации происходит настаивание виноградного сусла на твёрдых частицах винограда для получения антоцианов (растительных пигментов), танинов и других полезных веществ, содержащихся главным образом в кожице и косточках винограда.

Для белых вин процесс мацерации предшествует алкогольному брожению, непродолжительному по времени, при низких температурах. Для производства красных вин наоборот, мацерацию используют во время алкогольного брожения, которая является продолжительной и при более высоких температурах. 
Процесс мацерации для производства красных вин насыщает его:
- ароматом и характерным вкусом;
- минералами и азотами;
- растительными пигментами и антоцианами;
- дубильными веществами и танинами;
- полифенолами и полисахаридами;
- и другими полезными веществами.

Интенсивность окраски вина в нужный цвет зависит от продолжительности процесса мацерации. Если время сокращено, это позволяет получить мягкие розовые цвета вина, увеличено — насыщенные красным и темно-бордовым цветом и танинами. Все пигменты и танины накапливаются в шкурке, а мякоть винограда практически бесцветна, поэтому цвет и терпкость будущего вина зависят от её толщины.
При приготовлении домашнего вина используют фрукты, ягоды и травы, которые заменяют готовые концентрированные соки, что упрощает процесс производства. Соки собранных продуктов дают вкус и аромат в готовом напитке, имеют высокую сахаристость, не содержат мякоти, что избавляет от пригорания в процессе перегонки, не образуют фурфурол, сивушные масла с альдегидами.
Для качественного вина чем чище концентрат, тем лучше. Для брожения используют винные или спиртовые дрожжи. Концентраты разбавляются примерно 1:4-1:6. В качестве дополнительного сахара применяется декстроза или сироп из сахара. В процессе брожения также важен контроль температуры в пределах 20-25°С. Таким образом мацерация и алкогольное брожение (ферментация) во многом определяют качество и вид алкогольных продуктов, в частности, цвет, сахаристость и крепость вина.